# Michael Gerber (biskup)
Michael Gerber (ur. 17 stycznia 1970 w Oberkirch) – niemiecki duchowny rzymskokatolicki, w latach 2013–2018 biskup pomocniczy Fryburga, od 2019 biskup Fuldy.

## Życiorys
Święcenia kapłańskie otrzymał 11 maja 1997 i został inkardynowany do archidiecezji fryburskiej. Przez dwa lata był wikariuszem w Malsch, następnie posługiwał przy Wyższej Szkole Pedagogicznej we Fryburgu Bryzgowijskim. W latach 2001–2011 był zastępcą rektora Collegium Borromaeum, seminarium we Fryburgu. W 2007 obronił doktorat z teologii pastoralnej na Uniwersytet Albrechta i Ludwika, a w 2011 został rektorem seminarium.
12 czerwca 2013 papież Franciszek mianował go biskupem pomocniczym archidiecezji fryburskiej, ze stolicą tytularną Migirpa. Sakry biskupiej udzielił mu 8 września 2013 metropolita Fryburga - arcybiskup Robert Zollitsch. 
13 grudnia 2018 został mianowany biskupem ordynariuszem diecezji Fuldy, zaś 31 marca 2019 kanonicznie objął urząd.